# Thawi Watthana
Thawi Watthana (in thailandese: ทวีวัฒนา) è uno dei 50 distretti (khet) della città di Bangkok, in Thailandia.